# تک‌پایه (گامتوفیت)
تک‌پایه گامتوفیت (به انگلیسی: Monoicy)، یک سیستم جنسی در گیاهان هاپلوئید (عمدتا خزه‌تباران) است که در آن اسپرم و تخمک هر دو روی یک گامتوفیت تولید می‌شوند، برخلاف دوپایه، که در آن هر گامتوفیت فقط اسپرم یا تخمک تولید می‌کند اما هرگز با هم نیستند. هم گامتوفیت‌های تک‌پایه و هم گامتوفیت‌های دوپایه با میتوز به جای میوز، گامت تولید می‌کنند، به طوری که اسپرم و تخمک از نظر ژنتیکی با گامتوفیت والد خود یکسان هستند.
حدود ۴۰ درصد از خزه‌ها تک‌پایه هستند.